# Passiflora incarnata
Passiflora incarnata, também conhecida como flor-da-paixão, é uma planta perene, trepadeira de crescimento rápido, da família do maracujá, nativa da América do Norte.

## Uso medicinal
A Passiflora incarnata era usada pelos indíos norte-americanos para o tratamento de insônia, ansiedade e hipertensão.
Apesar dos efeitos psicoativos da planta serem bem documentados sua ação farmacológica ainda não é totalmente compreendida. No entanto, estudos sugerem que os alcaloide presentes na planta (como a crisina e a vitexina) possuem ação agonista nos receptores de GABA do cérebro humano, de forma semelhante às benzodiazepinas.

## Interação medicamentosa
Devido a presença natural de alcaloides com ação IMAO's (como harmalina), preparações de P. incarnata podem interagir com certas substâncias.
Podem ocorrer interações com as seguintes medicamentos:
- Sedativos e hipnóticos
- anticoagulantes e medicamentos para hipertensão arterial
- Outros medicamentos inibidores de monoamina oxidase (IMAO's)

Outras substâncias que podem reagir com P. incarnata:
- DMT
- Psilocibina
- Anfetaminas
- LSD
- MDMA

## Ligações externas

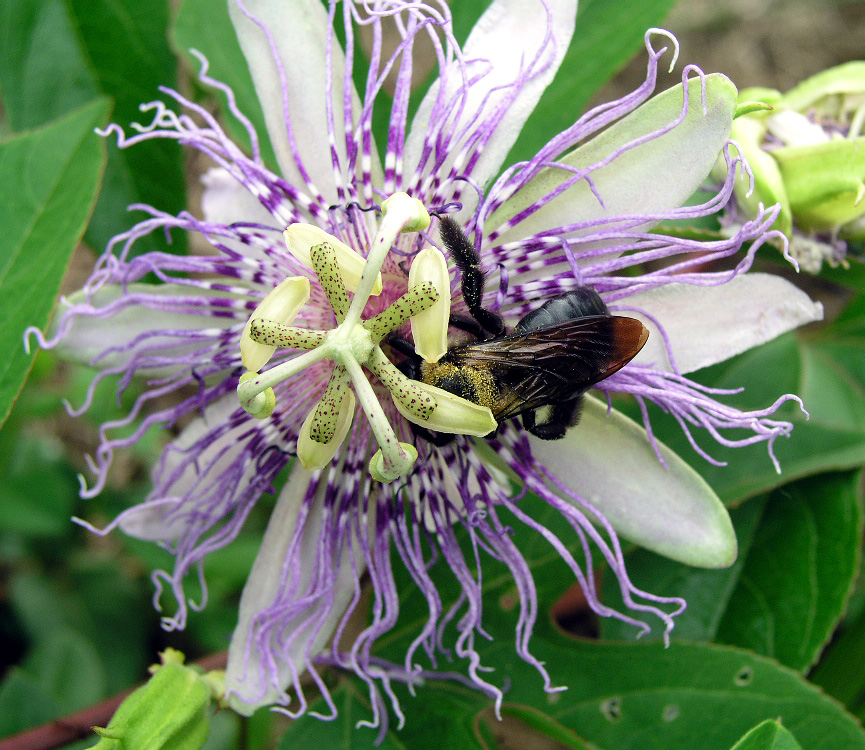
Polinização
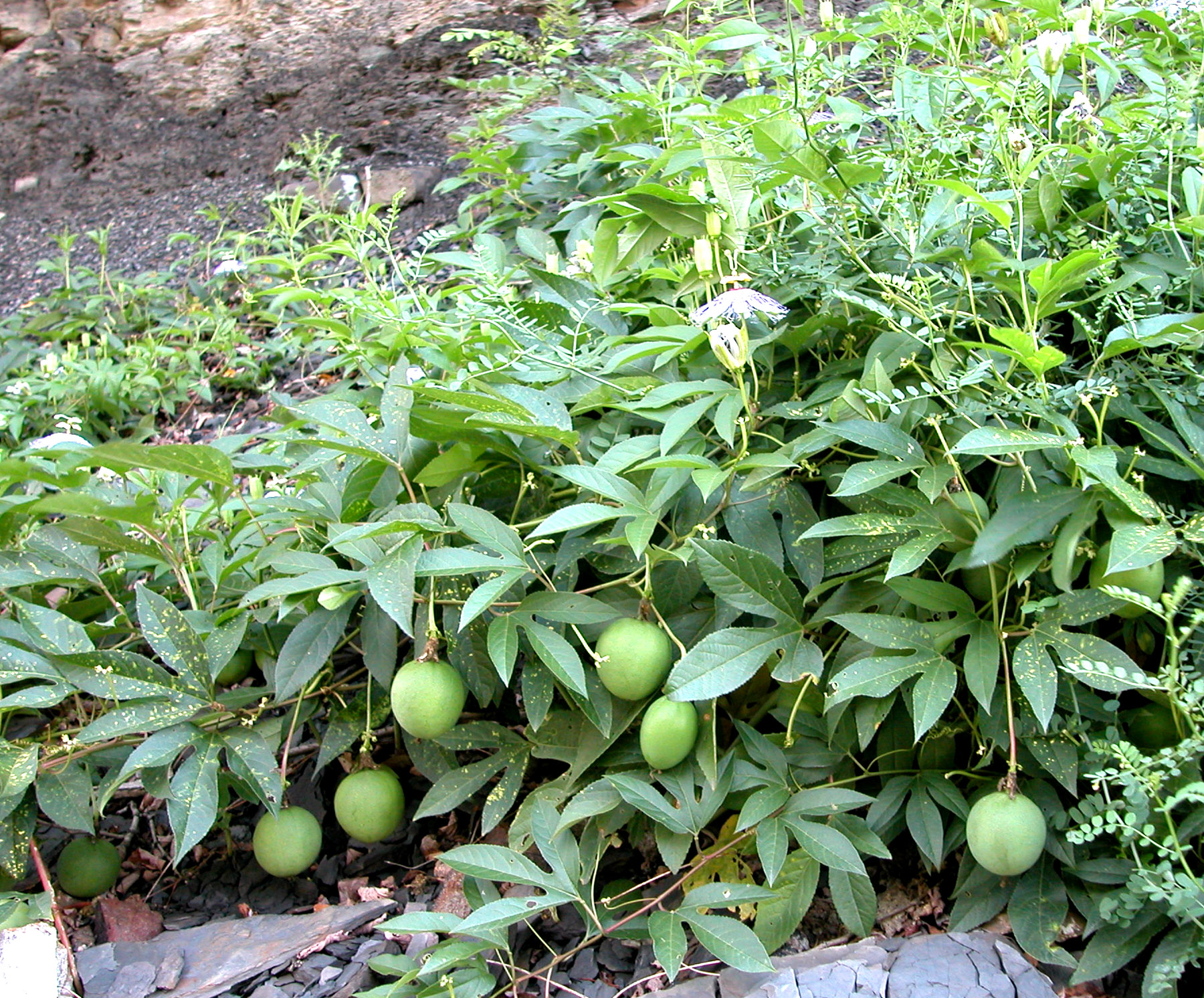
Frutos